# کلیر (شامپو)
کلیر (انگلیسی: Clear) یک برند جهانی شامپو ضدشوره سر است که شرکت سازنده آن متعلق به شرکت بریتانیایی-هلندی یونیلیور می‌باشد و اولین بار در سال ۱۹۷۵ در ایتالیا با نام کلینیک (انگلیسی: Clinic) تولید شده است.